# Miogryllus scythros
Miogryllus scythros är en insektsart som beskrevs av Otte, D. 2006. Miogryllus scythros ingår i släktet Miogryllus och familjen syrsor. Inga underarter finns listade i Catalogue of Life.